# Brachyscelis korotyaevi
Brachyscelis korotyaevi is een keversoort uit de familie bladkevers (Chrysomelidae). De wetenschappelijke naam van de soort werd in 1990 gepubliceerd door Vladimir Vasilievich Zherichin in Zherikhin & Egorov.